# Luciano Canfora
Luciano Canfora (Bari, 5 giugno 1942) è un filologo classico, grecista, storico e saggista italiano.

## Biografia

### Formazione e carriera accademica
Fra i maggiori filologi italiani, allievo dello storico dell'antichità Ettore Lepore, Luciano Canfora è figlio dello storico della filosofia Fabrizio Canfora e della latinista e grecista Rosa Cifarelli, entrambi docenti del liceo ginnasio Quinto Orazio Flacco di Bari, nonché antifascisti protagonisti della vita culturale e civile della città nel secondo dopoguerra. La madre era sorella del giurista e magistrato Michele Cifarelli, già membro del Partito d'Azione, deputato e senatore del Partito Repubblicano.
Si è laureato in lettere classiche con una tesi in storia romana nel 1964 e ha conseguito il perfezionamento in filologia classica alla Normale di Pisa. Ha iniziato la carriera universitaria come assistente di storia antica e successivamente di letteratura greca. È professore emerito di filologia greca e latina presso l'Università di Bari e coordinatore scientifico della Scuola superiore di studi storici di San Marino.
È membro dei comitati direttivi di diverse riviste, sia scientifiche sia di alta divulgazione, come il Journal of Classical Tradition di Boston, la spagnola Historia y crítica, la rivista italiana di alta divulgazione geopolitica Limes. È membro della Fondazione Istituto Gramsci e del comitato scientifico dell'Enciclopedia Treccani. Dirige inoltre, sin dal 1975, la rivista Quaderni di Storia (ed. Dedalo, Bari), la collana di testi La città antica presso l'editore Sellerio, la collana Paradosis per le edizioni Dedalo e la collana Historos per la Sandro Teti Editore.
È autore prolifico di filologia, storia e politica dall'età antica all'età contemporanea. Molti dei suoi libri sono stati tradotti in USA, Francia, Regno Unito, Germania, Grecia, Paesi Bassi, Brasile, Spagna, Repubblica Ceca, Slovenia, Romania, Russia, Turchia ed Emirati Arabi Uniti. È elzevirista del Corriere della Sera e collabora con Il Calendario del Popolo, su cui ha una rubrica fissa dal titolo il fratello Babeuf.
Ha coordinato e diretto, assieme a Diego Lanza e a Giuseppe Cambiano, Lo spazio letterario della Grecia antica per Salerno editore (1992-1996), opera collettiva sui diversi caratteri della filologia greco-antica, della letteratura greca e della sua persistenza. A tale opera hanno contribuito i massimi esperti italiani di filologia e storia della letteratura greca. Ha ricevuto nel 2011 per la sezione della Critica militante il Premio Feronia-Città di Fiano.
Nel 2020 Luciano Canfora ha vinto la sezione storica scientifica della 53ª edizione del Premio Acqui Storia.

### Politica

Luciano Canfora ospite in una puntata del programma televisivo Mixer cultura nel 1987

Già militante per alcuni anni nel Partito di Unità Proletaria per il Comunismo (PdUP), nel 1988 s'iscrisse al Partito Comunista Italiano (PCI); dopo la svolta della Bolognina aderì alla terza mozione proposta da Armando Cossutta Per una democrazia socialista in Europa, venendo eletto nel comitato centrale del partito. Alcuni mesi dopo il conseguente scioglimento del PCI aderì al Partito della Rifondazione Comunista (PRC).
È stato candidato per le elezioni europee del 1999 nella lista dei Partito dei Comunisti Italiani (PdCI) nella circoscrizione Italia nord-occidentale, in quella centrale e in quella meridionale, senza risultare eletto. Dopo la dissoluzione di Comunisti Italiani, è stato definito «comunista senza partito».
Nel 2016 firma l'appello de Il Fatto Quotidiano a sostegno delle ragioni per il "No" per il referendum costituzionale sulla riforma Renzi-Boschi.
Alle elezioni politiche del 2018 appoggia la lista di Liberi e Uguali e il candidato Michele Laforgia all'uninominale di Bari.
In un'intervista del 2019, afferma di essere «sempre stato un internazionalista».

## Vicende giudiziarie
L'11 aprile 2022, durante un intervento presso il liceo scientifico Enrico Fermi di Bari, Canfora definisce la leader di Fratelli d'Italia Giorgia Meloni: «Anche la terribilissima e sempre insultata, poveretta, leader di Fratelli d’Italia trattata di solito come una mentecatta, pericolosissima, siccome essendo neonazista nell’animo si è subito schierata con i neonazisti ucraini, è diventata una statista molto importante ed è tutta contenta di questo ruolo». In seguito a tali dichiarazioni, Meloni sporge querela contro Canfora per il reato di diffamazione, chiedendo un risarcimento di 20 000 euro. Il 16 aprile 2024 il GUP del Tribunale di Bari, Antonietta Guerra, rinvia a giudizio Canfora per diffamazione; il processo avrebbe dovuto avere inizio davanti al giudice monocratico il 7 ottobre 2024, ma il 4 ottobre 2024 la Presidente del Consiglio ritira la querela.

## Dibattiti e polemiche
- Nel 1994 definiva "altamente positiva per la Russia" la dittatura di Iosif Stalin: "Uno statista può essere valutato per quello che ha fatto per il suo Paese. L'opera di Stalin è stata positiva, anche se aspra, per la Russia al contrario di quella di Gorbaciov."[19][20][21]
- La pubblicazione della traduzione statunitense del suo La biblioteca scomparsa (come The Vanished Library) suscitò nel 1990 una diatriba sulle pagine della New York Review of Books. Il classicista inglese sir Hugh Lloyd-Jones, già Regius Professor of Greek all'Università di Oxford, concentrò le sue critiche sull'apparente accoglimento, da parte di Canfora, della tesi, oggi screditata,[senza fonte] secondo cui la celebre biblioteca di Alessandria in Egitto sarebbe stata distrutta dal califfo 'Omar ibn al-Khattāb in seguito alla presa della città, nel 641. Canfora chiarì che, a suo giudizio, la biblioteca era già andata distrutta durante la guerra che oppose Aureliano a Zenobia, regina di Palmira[22].
- In La democrazia. Storia di un'ideologia, tra l'altro Canfora sostiene che il discorso sulla democrazia ateniese che Tucidide attribuisce a Pericle, utilizzato come preambolo della bozza della Costituzione europea, è tutt'altro che un'apologia della democrazia stessa. Il volume era parte di una serie, coordinata da Jacques Le Goff, intitolata Fare l'Europa, pubblicata contemporaneamente dagli editori C. H. Beck Verlag di Monaco di Baviera, Blackwell di Oxford, Editorial Crítica di Barcellona, Laterza di Bari e da Éditions du Seuil di Parigi. Dopo che il libro era già apparso in Italia, in Spagna e in Francia, e quando la traduzione inglese era già pronta, la traduzione tedesca fu fermata prima che andasse in stampa, giacché l'editore Beck pose il veto alla pubblicazione. Nel 2005 lo storico Hans-Ulrich Wehler insieme ad altri, non nominati, aveva redatto un elenco di presunti errori storici commessi nell'opera. In realtà il dibattito mediatico che ne seguì mise in luce più profonde accuse di negazionismo ideologico mosse a Canfora, essenzialmente incentrate sul ruolo criminoso dell'Unione Sovietica nella storia europea del Novecento. Analoghe accuse riecheggiarono in Italia, ad esempio in un articolo di Sergio Luzzatto sul Corriere della Sera del 24 novembre 2005[23] e sul giudizio relativo al governo di Adenauer. Specificamente gli fu contestata la «riduzione dei crimini dello stalinismo», che gli costò la pubblicazione in Germania[23] e accuse di doppiopesismo in un momento storico nel quale David Irving era arrestato in Austria per negazione della Shoah. Canfora rintuzzò le accuse col libro L'occhio di Zeus, apparso in Italia per Laterza, in cui sostenne l'inconsistenza degli errori denunciati, dichiarando tra l'altro che molti dei presunti errori sarebbero nati da una cattiva traduzione in tedesco. La traduzione tedesca fu rivista e uscì infine nel 2006 per l'editore Papyrossa[24]. Nel marzo 2009 fu attaccato da Gianni Riotta che, durante la conduzione della sua rubrica del TG1 Benjamin, all'epoca diretto da quest'ultimo, accusò lo studioso di simpatie totalitarie[25]. In una lettera al Corriere della Sera[26] Canfora replicò respingendo le accuse e rimproverando Riotta per non aver letto i libri oggetto della polemica.
- Canfora ha lungamente polemizzato con Salvatore Settis e con altri studiosi italiani e stranieri che sostengono l'autenticità del cosiddetto Papiro di Artemidoro (esposto come autentico a Palazzo Bricherasio, in occasione dei XX Giochi olimpici invernali di Torino 2006), che Canfora ritiene invece essere un falso ottocentesco realizzato dal falsario greco Costantino Simonidis, noto agli specialisti e abile nella falsificazione di manoscritti[27]. In seguito ai dubbi espressi da Canfora e alla sua attribuzione a Simonidis, il reperto è stato ripetutamente sottoposto all'analisi del Carbonio 14, che ha permesso di accertare che il papiro è stato effettivamente prodotto tra il I secolo a.C. e il I secolo d.C.[28] Anche dopo la datazione radiometrica Canfora ha comunque continuato in dozzine di pubblicazioni a sostenere la teoria del falso di Simonidis, con quelle che il filologo Giovan Battista D'Alessio ha definito "fantastiche costruzioni ipotetiche ad hoc che, lungi dal fornire una spiegazione più economica delle prove, costringono i loro sostenitori a finzioni sempre più implausibili"[29].
- Riguardo alla guerra in Ucraina Canfora ha definito l'Euromaidan un "colpo di Stato" e ha sostenuto che il figlio di Biden fosse in affari con Volodymyr Zelens'kyj[30]. Ha inoltre paragonato il massacro di Buča ai bombardamenti della NATO sulla Serbia[31]. Ha scritto poi un libro, insieme al giornalista de La Verità Francesco Borgonovo, pubblicato dalla casa editrice Oaks Editrice, in cui ha criticato il sostegno occidentale all'Ucraina.[32][33]

## Opere
- Inventario dei manoscritti greci di Demostene, Padova, Antenore, 1968.
- Per la cronologia di Demostene, Bari, Adriatica, 1968.
- Per la storia del testo di Demostene, Bari, Arti grafiche Laterza & Polo, 1968.
- Tucidide continuato, Padova, Antenore, 1970.
- Totalità e selezione nella storiografia classica, Bari, Laterza, 1972.
- Conservazione e perdita dei classici, Padova, Antenore, 1974; Seconda edizione riveduta, Bari, Stilo, 2016.
- Storici della rivoluzione romana, Bari, Dedalo, 1974.
- Teorie e tecniche della storiografia classica. Luciano, Plutarco, Dionigi, Anonimo su Tucidide, Bari, Laterza, 1974.
- La Germania di Tacito da Engels al nazismo, Napoli, Liguori, 1979; Nota dell'Autore alla II ed., Collana Storie, Roma, Officina Libraria, 2024, ISBN 978-88-336-7072-0.
- Intellettuali in Germania. Tra reazione e rivoluzione, Bari, De Donato, 1979.
- Ideologie del classicismo, Torino, Einaudi, 1980.
- Studi sull'Athenaion politeia pseudosenofontea, Torino, Accademia delle Scienze, 1980.
- Analogia e storia. Uso politico dei paradigmi storici, Milano, Il Saggiatore, 1982.
- Storie di oligarchi, Palermo, Sellerio, 1983.
- Il comunista senza partito, Collana La memoria n.92, Palermo, Sellerio, 1984, ISBN 88-389-0254-2.
- La sentenza. Concetto Marchesi e Giovanni Gentile, Collana La memoria n.646, Palermo, Sellerio, 2005  [1985], ISBN 88-389-2032-X.
- La biblioteca scomparsa, Collana La rosa dei venti n.8, Palermo, Sellerio, 2009  [1987], ISBN 978-88-389-2406-4.
- Storia della letteratura greca, Collana Biblioteca Storica, Roma-Bari, Laterza, III ed., 2017  [1986], ISBN 978-88-581-0564-1.
- Antologia della letteratura greca, Roma-Bari, Laterza, 1987.
- Ellenismo, Roma-Bari, Laterza, 1987.
- Tucidide. L'oligarca imperfetto, Roma, Editori Riuniti, 1988.
- Una società premoderna. Lavoro, morale, scrittura in Grecia, Bari, Dedalo, 1989.
- Togliatti e i dilemmi della politica, Roma-Bari, Laterza, 1989.
- Le vie del classicismo, Roma-Bari, Laterza, 1989.
- La crisi dell'Est e il PCI, Bari, Dedalo, 1990.
- Marx vive a Calcutta, Collana Nuova Biblioteca Dedalo, Bari, Dedalo, 1992, ISBN 978-88-220-6125-6.
- Tucidide e l'impero. Presa di Melo, Roma-Bari, Laterza, 1992, 2000.
- Demagogia, Palermo, Sellerio, 1993.
- Studi di storia della storiografia romana, Bari, Edipuglia, 1993.
- Vita di Lucrezio, Palermo, Sellerio, 1993; nuova ed., Collana Il divano n.342, Sellerio, 2024, ISBN 978-88-389-4629-5.
- L. Canfora e Renata Roncali, Autori e testi della letteratura latina, Roma-Bari, Laterza, 1993, ISBN 88-421-0280-6.
- L. Canfora e Renata Roncali, I classici nella storia della letteratura latina. Per il liceo classico, Roma-Bari, Laterza, 1994, ISBN 88-421-0291-1.
- L. Canfora e Renata Roncali, Scrittori e testi di Roma antica. Antologia latina per gli istituti magistrali, Roma-Bari, Laterza, 1994, ISBN 88-421-0290-3.
- Libro e libertà, Roma-Bari, Laterza, 1994.
- Manifesto della libertà, Palermo, Sellerio, 1994.
- Pensare la rivoluzione russa, Milano, Teti, 1995.
- Il viaggio di Aristea, Roma-Bari, Laterza, 1996.
- Idee di Europa. Attualità e fragilità di un progetto antico, a cura di, Bari, Dedalo, 1997.
- La Biblioteca del patriarca. Fozio censurato nella Francia di Mazzarino, Roma, Salerno, 1998.
- La lista di Andocide, Palermo, Sellerio, 1998.
- Un ribelle in cerca di libertà. Profilo di Palmiro Togliatti, Palermo, Sellerio, 1998.
- Togliatti e i critici tardi, Milano, Teti, 1998.
- Togliatti: la politica e la democrazia, in Palmiro Togliatti e i 150 anni del Manifesto del Partito Comunista, numero monografico di Marxismo oggi, Milano, Nicola Teti Editore, 1998.
- Giulio Cesare. Il dittatore democratico, 8ª ed., Roma-Bari, Laterza, 2016 (Collana: «Economica Laterza», 407)  [1999], ISBN 978-88-420-8156-2.
- Il mistero Tucidide, Collana Piccola Biblioteca n.423, Milano, Adelphi, 2012  [1999], ISBN 978-88-459-1428-7.
- La storiografia greca, Milano, Bruno Mondadori, 1999, ISBN 88-424-9467-4.
- Un mestiere pericoloso. La vita quotidiana dei filosofi greci, 2ª ed., Palermo, Sellerio, 2000 (Collana: «La memoria», 465), ISBN 978-88-389-1582-6.
- Prima lezione di storia greca, Collana Universale Laterza n.797), Roma-Bari, Laterza, 2018  [2000], ISBN 978-88-420-5948-6.
- Il Fozio ritrovato. Juan de Mariana e André Schott, Collana Paradosis n.4, Bari, Dedalo, 2001, ISBN 978-88-220-5804-1.
- Convertire Casaubon, Collana Piccola Biblioteca, Milano, Adelphi, 2002.
- Il copista come autore, Palermo, Sellerio, 2002; nuova ed. aumentata, Collana Il divano, Sellerio, 2019, ISBN 978-88-389-3953-2.
- Critica della retorica democratica, Roma-Bari, Laterza, 2002.
- Noi e gli antichi. Perché lo studio dei greci e dei romani giova all'intelligenza dei moderni, Milano, Rizzoli, 2002, 2004.
- Storici e storia, Torino, Aragno, 2003.
- Vita di Chardon de La Rochette commissario alle biblioteche, Messina, Dipartimento di filologia e linguistica, Università degli studi, 2003.
- La democrazia. Storia di un'ideologia, Roma-Bari, Laterza, 2004. Premio Nazionale Rhegium Julii, Saggistica[34]
- Il papiro di Dongo, Milano, Adelphi, 2005.
- Tucidide tra Atene e Roma, Roma, Salerno, 2005.
- 1914, nota di Sergio Valzania, Palermo, Sellerio, 2006, ISBN 978-88-389-2049-3.
- L'occhio di Zeus. Disavventure della "Democrazia", Collana Il nocciolo n.51, Roma-Bari, Laterza, 2006, ISBN 978-88-420-8041-1.
- Esportare la libertà. Il mito che ha fallito, Collana Frecce, Milano, Mondadori, 2007, ISBN 978-88-04-56321-1.
- La prima marcia su Roma, Collana I Robinson. Letture, Roma-Bari, Laterza, 2007, ISBN 978-88-420-8368-9.
- Su Gramsci, Collana Alcazar, Roma, Datanews, 2007, ISBN 978-88-7981-327-3.
- Ma come fa a essere un papiro di Artemidoro?, a cura di e con Luciano Bossina, Collana Ekdosis n.6), Bari, Edizioni di Pagina, 2008, ISBN 978-88-7470-059-2.
- 1956. L'anno spartiacque, Nota di Sergio Valzania, Palermo, Sellerio, 2008.
- Filologia e libertà. La più eversiva delle discipline, l'indipendenza di pensiero e il diritto alla verità, Collana Frecce, Milano, Mondadori, 2008, ISBN 978-88-04-57849-9.
- Il papiro di Artemidoro, Collana Storia e società, Roma-Bari, Laterza, 2008, ISBN 978-88-420-8521-8.
- La Storia falsa, Collana Saggi italiani, Milano, Rizzoli, 2008, ISBN 978-88-17-02188-3.
- La natura del potere, Collana Anticorpi n.1, Roma-Bari, Laterza, 2009, ISBN 978-88-420-8910-0.
- Il viaggio di Artemidoro. Vita e avventure di un grande esploratore dell'antichità, Collana Saggi italiani, Milano, Rizzoli, 2010, ISBN 978-88-17-03833-1.
- L'uso politico dei paradigmi storici, Collana Sagittari n.172, Roma-Bari, Laterza, 2010, ISBN 978-88-420-9208-7.
- La meravigliosa storia del falso Artemidoro, Collana La memoria n.855, Palermo, Sellerio, 2011, ISBN 978-88-389-2561-0.
- Il mondo di Atene, Collana I Robinson. Letture, Roma-Bari, Laterza, 2011, ISBN 978-88-420-9751-8. - ed. riveduta, Laterza, Collana Economica n.640, Laterza, 2013, ISBN 978-88-581-0708-9.
- Gramsci in carcere e il fascismo, Collana Aculei n.7), Roma, Salerno, 2012, ISBN 978-88-8402-758-0.
- Spie, URSS, antifascismo. Gramsci 1926-1937, Collana Aculei n.10, Roma, Salerno, 2012, ISBN 978-88-8402-785-6.
- "È l'Europa che ce lo chiede". Falso!, Collana Idòla, Roma-Bari, Laterza, 2012, ISBN 978-88-420-9337-4.
- La democrazia ateniese, a cura di U. Fantasia, Collana Opere inedite di cultura n.24, Parma, MUP, 2012, ISBN 978-88-7847-384-3.
- Intervista sul potere, a cura di Antonio Carioti, Collana Saggi tascabili, Bari, Laterza, 2013, ISBN 978-88-581-0742-3.
- La guerra civile ateniese, Collana Saggi italiani, Milano, Rizzoli, 2013, ISBN 978-88-17-06449-1.
- La trappola. Il vero volto del maggioritario, Collana Il divano n.293, Palermo, Sellerio, 2013, ISBN 978-88-389-3097-3.
- La crisi dell'utopia. Aristofane contro Platone, Collana I Robinson. Letture, Roma-Bari, Laterza, 2014.
- Il presente come storia. Perché il passato ci chiarisce le idee, Collana Saggi italiani, Milano, Rizzoli, 2014, ISBN 978-88-17-07572-5.
- Luciano Canfora-Gustavo Zagrebelsky, La maschera democratica dell'oligarchia, un dialogo a cura di Geminello Preterossi, Collana I Robinson. Letture, Bari, Laterza, 2014, ISBN 978-88-581-1103-1.
- Gli antichi ci riguardano, Collana Voci, Bologna, Il Mulino, 2014, ISBN 978-88-15-25156-5.
- Augusto figlio di Dio, Collana I Robinson. Letture, Roma-Bari, Laterza, 2015, ISBN 978-88-581-1927-3.
- Gli occhi di Cesare. La biblioteca latina di Dante, Collana Astrolabio n.12, Roma, Salerno, 2015, ISBN 978-88-8402-956-0.
- Mediterraneo, una storia di conflitti, Collana Irruzioni, Roma, Castelvecchi, 2016, ISBN 978-88-6944-712-9.
- Tucidide. La menzogna, la colpa, l'esilio, Collana I Robinson. Letture, Roma-Bari, Laterza, 2016, ISBN 978-88-581-2370-6. [biografia dello storico greco]
- La schiavitù del capitale, Collana Voci, Bologna, Il Mulino, 2016, ISBN 978-88-15-26736-8.
- Pensare la Rivoluzione russa, Collana Pagine di Russia, Stilo, 2017, ISBN 978-88-6479-189-0.
- Cleofonte deve morire. Teatro e politica in Aristofane, Collana Cultura storica, Roma-Bari, Laterza, 2017, ISBN 978-88-581-2974-6.
- Per una storia delle biblioteche, Collana Tracce, Bologna, Il Mulino, 2018, ISBN 978-88-15-26593-7.
- La scopa di don Abbondio. Il moto violento della storia, Collana I Robinson. Letture, Roma-Bari, Laterza, 2018, ISBN 978-88-58-13325-5., Premio Rhegium Julii[35]
- Sallustio e Cicerone a Brindisi, Arbor Sapientiae Editore, 2019, ISBN 978-88-313-4109-7.
- Canforismi. Trentuno letture di scritti e discorsi di Luciano Canfora, Lombardi, 2019, ISBN 978-88-726-0909-5.
- Il sovversivo. Concetto Marchesi e il comunismo italiano, Collana Cultura storica, Roma-Bari, Laterza, 2019.
- Fermare l'odio, Collana I Robinson. Letture, Roma-Bari, Laterza, 2019, ISBN 978-88-581-3997-4.
- Europa gigante incatenato, Collana Le grandi voci, Bari, Dedalo, 2020, ISBN 978-88-220-1601-0.
- La metamorfosi, Collana I Robinson. Letture, Roma-Bari, Laterza, 2021, ISBN 978-88-581-4307-0.
- La conversione. Come Giuseppe Flavio fu cristianizzato, Collana Piccoli saggi n.74, Roma, Salerno Editore, 2021, ISBN 978-88-697-3573-8.
- Il tesoro degli Ebrei. Roma e Gerusalemme, Collana Cultura Storica, Roma-Bari, Laterza, 2021, ISBN 978-88-581-4441-1.
- Tucidide e il colpo di Stato, Collana La voce degli antichi, Bologna, Il Mulino, 2021, ISBN 978-88-152-9252-0.
- La democrazia dei signori, Collana I Robinson. Letture, Roma-Bari, Laterza, 2022, ISBN 978-88-581-4740-5.
- L. Canfora e Francesco Borgonovo, Guerra in Europa. L'Occidente, la Russia e la propaganda, Oaks Editrice, 2022, ISBN 979-12-80-19048-2.
- Il passato presente, a cura di Chiara Bozzoli, Collana Historos, Roma, Sandro Teti Editore, 2022, ISBN 978-88-314-9256-0.
- Luciano Canfora (a cura di), La democrazia come violenza, collana La memoria, Palermo, Sellerio editore, 2022, ISBN 88-389-0204-6.
- Catilina. Una rivoluzione mancata, Collana Cultura storica, Roma-Bari, Laterza, 2023, ISBN 978-88-581-5099-3.
- Dante e la libertà, Milano, Solferino, 2023, ISBN 978-88-282-1085-6.
- Sovranità limitata, Collana I Robinson. Letture, Roma-Bari, Laterza, 2023, ISBN 978-88-581-5184-6.
- Lezioni di filologia classica, Collana Le vie della civiltà, Bologna, Il Mulino, 2023, ISBN 978-88-153-8673-1.
- L. Canfora-Eric Hobsbawm, Marx e i suoi scolari, Collana Bussole, Bari, Stilo Editrice, 2023, ISBN 978-88-647-9280-4.
- Guerra e schiavi in Grecia e a Roma. Il modo di produzione bellico, Collana Il divano, Palermo, Sellerio, 2023, ISBN 978-88-389-4505-2.
- Il fascismo non è mai morto, Collana Nuova biblioteca, Bari, Edizioni Dedalo, 2024, ISBN 978-88-220-6350-2.
- Dizionario politico minimo, a cura di Antonio Di Siena, Collana Le terre, Roma, Fazi, 2024, ISBN 979-12-596-7422-7.
- La grande guerra del Peloponneso 447-394 a.C., Collana Cultura storica, Roma-Bari, Laterza, 2024, ISBN 978-88-581-5515-8.